# Владимир Вайс
Владимир Вайс (на словашки: Vladimír Weiss), роден на 22 септември 1964 г., е бивш словашки футболист (полузащитник) и настоящ треньор на националния отбор на Грузия.

## Личен живот
Роден е в Братислава на 22 септември 1964 г. Има син Владимир Вайс, който играе в националния отбор на Словакия.

## Кариера като футболист
В кариерата си играе в разни отбори в Чехословакия, в Чехия и Словакия. На национално ниво записва мачове за Чехословакия и Словакия.

## Кариера като треньор
Начело на „Артмедия“, Братислава успява да спечели титлата в Словакия и достига до Груповата фаза на Шампионската лига през сезон 2005/06. След това за кратко е начело на руския „Сатурн“ Раменское. През сезон 2007/08 се завръща начело на „Артмедия“.
През 2008 г. е обявен за треньор на националния отбор на Словакия. Под негово ръководство отборът записва исторически успех, класирайки се за пръв път в история си на голямо първенство, а именно – Световното първенство през 2010 г. След като отборът не успява да се класира на Евро 2012 Вайс подава оставка, след което поема казахстанския „Кайрат“. Начело е на „Кайрат“ за 3 години, но не успява да спечели шампионската титла, заради което след края на сезон 2015 е уволнен. От март 2016 г. е треньор на националния отбор на Грузия.

## Успехи
Като треньор
 „Артмедия“
- Шампион на Словакия (2): 2004/05, 2007/08
- Носител на Купата на Словакия (1): 2008
- Участник в групова фаза на Шампионската лига (1): 2005/06
- 1/16-финалист за Купата на УЕФА (1): 2005/06

 Словакия
- 1/8-финалист на световно първенство (1): 2010

 Слован Братислава
- Участник в Груповата фаза на Лига Европа (1): 2011/12

 Кайрат
- Носител на Купата на Казахстан (2): 2014, 2015